# Kleinkönig
Der lateinische Begriff regulus (Plural reguli) ist das Diminutiv zu rex („König“) und wird im Deutschen gewöhnlich als Kleinkönig wiedergegeben (in der angloamerikanischen Forschung bezeichnet man ihn als petty king). In der Regel bezeichnet dies einen Herrscher in Antike oder Mittelalter, der über einen Teilverband eines Stammes herrschte, oder allgemein den Machthaber eines zumeist unabhängigen, aber lokal recht beschränkten Herrschaftsraumes in vormoderner Zeit. Das jeweilige Herrschaftsgebiet wird in der Fachliteratur vereinzelt als Kleinkönigreich bezeichnet.

## Begriffsproblematik
Die in verschiedenen antiken und mittelalterlichen Quellen erwähnten reguli sind differenziert zu betrachten. Antike römische Historiker wie Sallust, Livius, Tacitus und spätantike wie Ammianus Marcellinus bezeichneten damit ganz verschiedene Stammesführer, seien es numidische, keltische, mauretanische, alamannische und fränkische.
Der Begriff „Stammesführer“ konnte durchaus als rex, aber eben auch als regulus wiedergegeben werden. Dies zeigt bereits die Benutzung des Terminus bei Sallust und Livius: Beide haben etwa Stammesführer der Numidier als reges oder auch als reguli bezeichnet, ähnlich verfuhr Livius bezüglich keltischer Stammesführer. Es handelte sich demnach um weitgehend austauschbare Begriffe.
Ebenso konnte mit regulus in einigen Fällen auch eine unterschiedliche politische Rolle gekennzeichnet werden. Dies ist bereits bei Sallust zu erkennen, der zwei numidische Prinzen an einer konkreten Stelle als Erben ihres Vaters und nicht als reges, sondern als reguli bezeichnet. Damit sollte wohl der Aspekt der Co-Herrschaft betont werden; ähnliches findet sich bei Livius bezüglich numidischer und keltischer Fürsten: Bei beiden ist regulus nicht als Abwertung der betreffenden Fürsten zu verstehen.
Allerdings wurde der Begriff auch benutzt, um so den begrenzten politischen Handlungsrahmen von antiken und mittelalterlichen Stammesführern zu kennzeichnen. In diesem Sinne werden in der Regel die überlieferten lateinischen Berichte zu den alamannischen und fränkischen reguli verstanden. In beiden Stammesgruppen gab es jedenfalls erkennbar Stammesführer, die nur über unterschiedlich große Teile des Gesamtverbandes herrschten.
Ammianus Marcellinus betonte, dass sich verschiedene alamannische Stammesführer verbündeten, um gegen die Römer zu agieren. Der im späten 6. Jahrhundert schreibende Bischof und Geschichtsschreiber Gregor von Tours berichtete ebenfalls von fränkischen Stammesführern (wie Sunno, Marcomer und Gennobaudes), die sich verbündet und gemeinsam gegen die Römer vorgingen. Des Weiteren bezeichnete Gregor die entsprechenden fränkischen Anführer jeweils als subregolus (d. h. subregulus) und machte damit deutlich, dass sie nur über Untergruppen der Franken herrschten. Dementsprechend werden sie in der modernen Forschung (sowohl auf Alamannen wie auf Franken bezogen) oft als Kleinkönige bezeichnet. Bei den Franken gelang es erst Chlodwig I., dem Sohn des fränkischen Kleinkönigs Childerich, die anderen fränkischen Kleinkönige auszuschalten und eine gesamtfränkische Königsherrschaft zu begründen.
Entscheidend hierbei ist, dass es sich bei diesen „Kleinkönigen“ – bei Alamannen, Franken, Angelsachsen (vgl. Heptarchie) oder in Irland vor der englischen Eroberung – in der ausgehenden Spätantike und dem Frühmittelalter um Anführer zersplitterter Verbände handelte, denen es nicht gelang, die Herrschaft über den gesamten Stamm zu erringen oder die sich mit einer beschränkten Herrschaft begnügten.
Der Begriff „Kleinkönig“ ist in diesem Sinne auf Anführer oder Herrscher tribaler oder anderer Verbände und Territorien anwendbar, die eine lokal sehr begrenzte Herrschaft ausübten, etwa bei Slawen oder Wikingern. Des Weiteren kann eine regional beschränkte autonome Herrschaft innerhalb eines Reiches, dessen Zentralmacht zerfiel, als Kleinkönigreich bezeichnet werden. Beispielsweise werden auch die Provinzfürsten und Regionalherrscher in Al-Andalus, dem muslimisch beherrschten Teil der Pyrenäenhalbinsel, die vom 11. bis 13. Jahrhundert in mehreren Wellen sogenannte Taifa-Königreiche (taifas) errichteten, in der deutschsprachigen Geschichtsschreibung oft als „Kleinkönige“ bezeichnet.
Wenngleich „Kleinkönig“ weder in den Quellen noch in der modernen Forschung notwendigerweise abwertend gemeint ist, wurde der Begriff in einigen Quellen durchaus sehr polemisch gebraucht. So wird in der „Regensburger Fortsetzung“ der Annales Fuldenses für das Jahr 888 abschätzig vermerkt, dass nach dem Tod des Kaisers viele reguli in Europa nach der Macht gegriffen hatten. Noch einmal zugespitzter wurde regulus in der Stauferzeit von Rainald von Dassel, dem Kanzler Kaiser Friedrichs I., benutzt. Um die von staufischer Seite propagierte Vorrangstellung des  römisch-deutschen Kaisertums besonders zu betonen, bezeichnete Rainald von Dassel die anderen Könige des lateinischen Europas im Vergleich zum Kaiser als Provinzkönige (reges provinciarum) und als reguli.